# Wieger Sietsma
Wieger Sietsma (Groningen, 11 juli 1995) is een Nederlands voormalig voetballer die als doelman speelde.

## Loopbaan
In het seizoen 2016/17 was hij door sc Heerenveen verhuurd aan FC Emmen. Sietsma debuteerde op 9 september 2016 in het betaald voetbal, toen hij het met FC Emmen thuis opnam tegen Helmond Sport (2-2). Hij verving vlak na rust de geblesseerde Dennis Telgenkamp. Hij verruilde in 2017 sc Heerenveen voor Milton Keynes Dons. Daar werd zijn contract begin januari 2019 ontbonden. Sietsma vervolgde zijn loopbaan in 2019 in Vietnam bij Hoàng Anh Gia Lai. Medio 2020 stopte hij met voetbal.